# Harry Lienau
Pour les articles homonymes, voir Lienau.
Harry Lienau (né le 21 mai 1955 à Glückstadt) est un ingénieur et homme politique allemand (CDU) et membre du Landtag de Saxe-Anhalt.

## Biographie
Après l'école primaire et secondaire, Harry Lienau étudie au lycée technique de 1971 à 1975. De 1976 à 1981, il étudie au collège technique. Il est ensuite employé comme géomètre de 1981 à 1990. En 1993 et 1994, il suit une formation de service administratif de géomètre principal.
Lienau est ingénieur géomètre indépendant de 1991 à 2012 et ingénieur géomètre public de 1995 à 2012. En 2005, il fonde la GbR LT-Info Harry Lienau / Jens Tetzlaff. En 2012, Lienau demande l'ouverture d'une procédure d'insolvabilité privée, au cours de laquelle il démissionne de son poste de géomètre public et vend son entreprise.
Lienau est bénévole à la Chambre des ingénieurs et architectes de Saxe-Anhalt depuis 1996. Depuis 2001, il est membre de l'Association des PME de la CDU. Il est également membre de l'Association des agriculteurs Burgenlandkreis e. V. et au sein de l'organisation de la Fédération des ingénieurs géomètres nommés par le public (BDVI).
Lienau est sans confession, marié et père de trois enfants.

## Politique
Harry Lienau rejoint la CDU en 1995. Il est membre du conseil d'administration local depuis 1999. Entre 2000 et 2006, il est membre du conseil de district de Weißenfels . De 2001 à 2006, Lienau est président de l'association de district CDU Weißenfels / Hohenmölsen et de 2006 à 2008 président local de la CDU Weißenfels.
En avril 2002, Lienau est élu pour la première fois au Landtag de Saxe-Anhalt. Au cours de la 5e législature suivante, il succède à André Schröder le 16 septembre 2008. Il est membre de la commission des affaires fédérales et européennes et des médias et de la commission du développement régional et des transports.
Aux élections régionales de 2011, il remporte le mandat direct dans la 45e circonscription ( Hohenmölsen-Weißenfels).
Pour les élections régionales de 2016, Lienau se présente dans la 43e circonscription (Weißenfels), mais perd avec 23,2 % des voix face à Marcus Spiegelberg (AfD). Lienau ne rentre pas non plus au Landtag via la liste des États . Le député de Magdebourg Florian Philipp ayant démissionné du Landtag le 31 juillet 2019, Lienau réintègre le Landtag de Saxe-Anhalt en août 2019.